# Keith Newton
Keith Robert Newton (ur. 23 czerwca 1941 w Manchesterze, zm. 15 czerwca 1998) – angielski piłkarz, boczny obrońca. Brązowy medalista ME 68, uczestnik MŚ 70.
Początkowo był pomocnikiem, następnie został defensorem - mógł grać po obu stronach boiska. Przez ponad dekadę był graczem Blackburn Rovers, gdzie grał w latach 1958–1969. Następnie był graczem Evertonu i sięgnął po mistrzostwa Anglii oraz Charity Shield (1970). Karierę kończył w Burnley F.C. (1972-1978).
W reprezentacji debiutował 23 lutego 1966 w meczu z RFN. W kadrze rozegrał 27 spotkań. Reprezentacyjną karierę zakończył w przegranym z RFN 2:3 ćwierćfinale MŚ 70.